# 邸报
邸报，又稱邸抄、邸鈔、朝報、條報、雜報，是用於通報的一種公告性新聞報紙，專門用於朝廷傳知朝政的文書和政治情報的新聞文抄，最早出现於中国的漢代。邸报的作用相當於現今的駐京新聞機構，是在中央政府中枢部门统一管理下发行，其重點在傳達朝政消息，凡天子詔敕、臣僚奏議以及有關官員任免調遷等，都是邸吏們所需收集抄錄的內容。
由於邸報最初是由朝廷內部傳抄，後遂張貼於宮門，公諸傳抄，“亦互相传报，使知朝政。”，故又稱宮門抄、轅門抄，實際上即為最早的一種新聞發布方式。

## 演进
中國邸報始於漢朝，屬於手抄新聞報紙。邸報是地方政府駐京之「邸」發行之報紙。其先本為對地方政府之一種「中央新聞報告」，但以後由於社會對於新聞的需要，也開始對外發行。「邸」的制度源於西漢：《西漢會要》記載：「九卿之一大鴻臚下，設有屬官郡邸長、丞，其職責為『主諸郡之邸在京師者也』。並注：『按郡國皆有邸，所以通奏報：期待宿也。』」此處之「通奏報者」，即傳達君臣間的消息，亦即「邸報」發行之原因。
邸報到唐朝時更加盛行，內容和編抄技術亦大有進步，其原因在於：第一、各地諸侯皆置進奏院於京師，以通文報；第二、雕版印刷於隋朝時得以開始使用，到了唐朝初年普遍被採取。
宋代建国初期，沿用了唐、五代的旧制，即地方政府在京城设置进奏院，归各州、府自行管辖，用以传递信息、协调州府和帝都的关系。北宋太宗太平兴国六年（981年），中央政府开始对汴京的共计200多地方进奏院进行整顿，设立了“都进奏院”，对各进奏院的业务活动进行统一管理。改组后的都进奏院由门下省的给事中负责领导，其职责主要包括两点：收受和传递公家文书、在政府机构内部传递信息。
在都进奏院的管辖下，负责信息采集和传播工作的进奏官也开始归中央政府统一领导。经由进奏官们传发出去的“进奏院状”自然也就受到中央政府的辖治，成为统一由中央政府发行的官报。这种官报在当时即称为“邸报”。除这一称呼外，“邸状”、“邸吏状”、“邸吏状报”等也指这种由中央政府统一发行的官报。
宋代邸报的发报制度以981年为界，前后有所不同。在此之前，邸报由地方政府设在首都的进奏院和进奏官们自行采集编发，没有统一的管理办法。在这之后，尽管发报工作仍然由各进奏院负责，但其内容的编辑、整理和审定则逐渐由中央政府接管。其中最重要的审定工作由枢密院负责。

## 特点
邸報的內容到東漢明帝時更加豐富，大部分是來自宮廷的紀錄。唐代的进奏院状和宋代的邸报比起来，宋代的邸报具有更多报纸的特征和封建官报的色彩。
- 其发行不再由地方政府一手包揽，而是归入中央政府的统一管理之下，成为一种在某一制度下的、一式多份发往诸路州郡的中央一级官报。
- 其读者群也发生了变化，不再仅仅是少数藩镇长官，而是逐渐扩展到中央和地方各级官员、士大夫、知识分子。
- 已经完全从官文书中分离出来，成为一种官方的新闻传播工具，信息量逐渐加大，时效性也有所增强。
- 它是定期、连续发行的。尽管发行的周期在各历史时期不尽相同，从“每日”、“每五日”到“逐旬”、“每月”都有。虽然并没有严格执行，但定期、连续两点还是基本做到了。
- 邸报的稿件大部分是进奏官从各政府部门抄录来的，其过程包括了新闻的选择、采集和编辑。从这一点上看，进奏官一职带有邸报记者的性质。

## 内容
根据现有古籍记载，邸报的内容主要如下所示：
- 皇帝的诏旨。
- 皇帝的起居。
- 官吏的任免
- 臣僚的奏章。
- 战爭情报。
- 刑罚。

中央政府对邸报的内容施行十分严格的检查，并设立“检正官”、“检详官”等专门的官员从事这一工作。他们的任务主要是决定发报稿件的取舍，有时皇帝本人也部分参与这项工作，对有些稿件进行删节和修改。
为了维护皇权與中央政府的统治秩序，宋代各时期的审查制度都非常严格，对于不利于统治秩序的内容予以坚决限制。其中限制较多的有以下几个方面的内容：
- 灾异。对水灾、旱灾、蝗灾、日食、地震等自然灾害和天象一般很少报道。不過1626年（明朝天啟六年約五月間）於北京發行的《天變邸抄》便對同年5月30日一場離奇的災難 －王恭廠大爆炸做了極詳盡的報導。
- 军情。对涉及军事行动，尤其是涉及兵变、农民起义、少数民族武装反抗等军事行动消息，一般不准报道。
- 朝廷机事。宋代各朝都极力严禁“妄行传报”容易遭到反对和引起非议的事情。
- 未经批准公布的臣僚章疏。例如《万历邸钞》刊登辽东巡按胡克俭参劾辽东总兵李成梁的奏章，凡三千余言，《明实录》只摘要四百余字，《明史》則不著一字。[3]

为了加强对邸报的内容的管理，宋代还曾经施行过“定本制度”，即各地方进奏院必须严格依照官方审定后的邸报样本发行，不得超过范围。这项制度起始于真宗咸平二年（999年）。此后，这一制度曾两次取消，但很快又得以恢复，一直沿用到南宋末。之後，邸報一直發行到清雍正時期，下令以「京報」取代「邸報」，並嚴禁邸報的發行。

## 发行
邸报编订后，经由驿递“传之四方”。驿递的方式分为步递、马递、急脚递、水运递等几种。南渡以后，为适应国防上的需要，又创设了摆铺制度，用于传送军机要务和赦书。邸报发出以后，允许传抄和复制，并允许复制件以邸报的名义在社会上公开发售。
宋代的邸报是否印刷，没有明确的记载，也缺乏留存下来的实物作为佐证。但至少有一部分邸报或邸报中的一部分材料是用雕版印刷的。
邸报的读者主要是政府官员和士大夫知识分子。现存的宋代文献资料中，保存了不少有关这些人读报情况的记载。